# Zuccagnia punctata

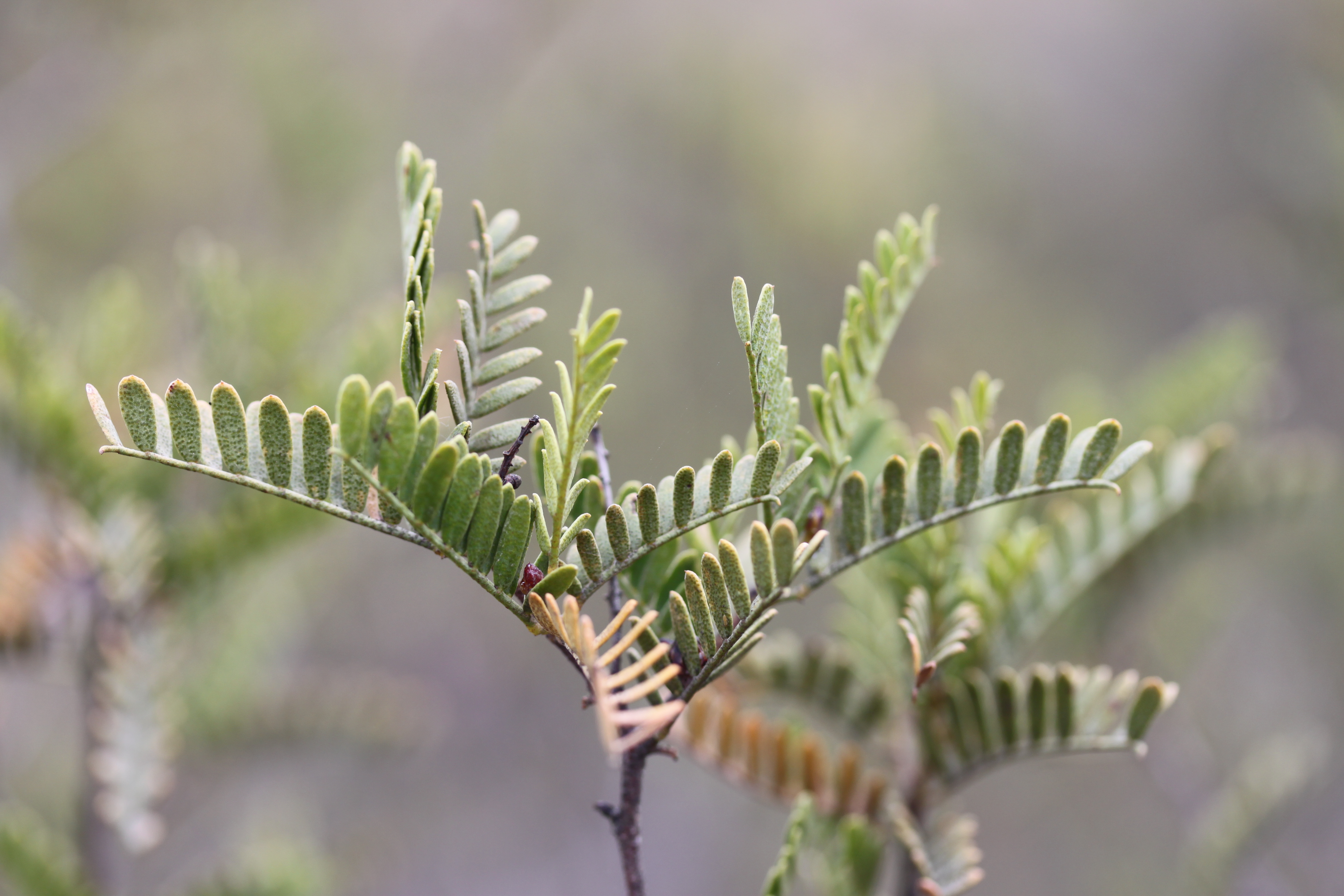
Hoja Zuccagnia punctata

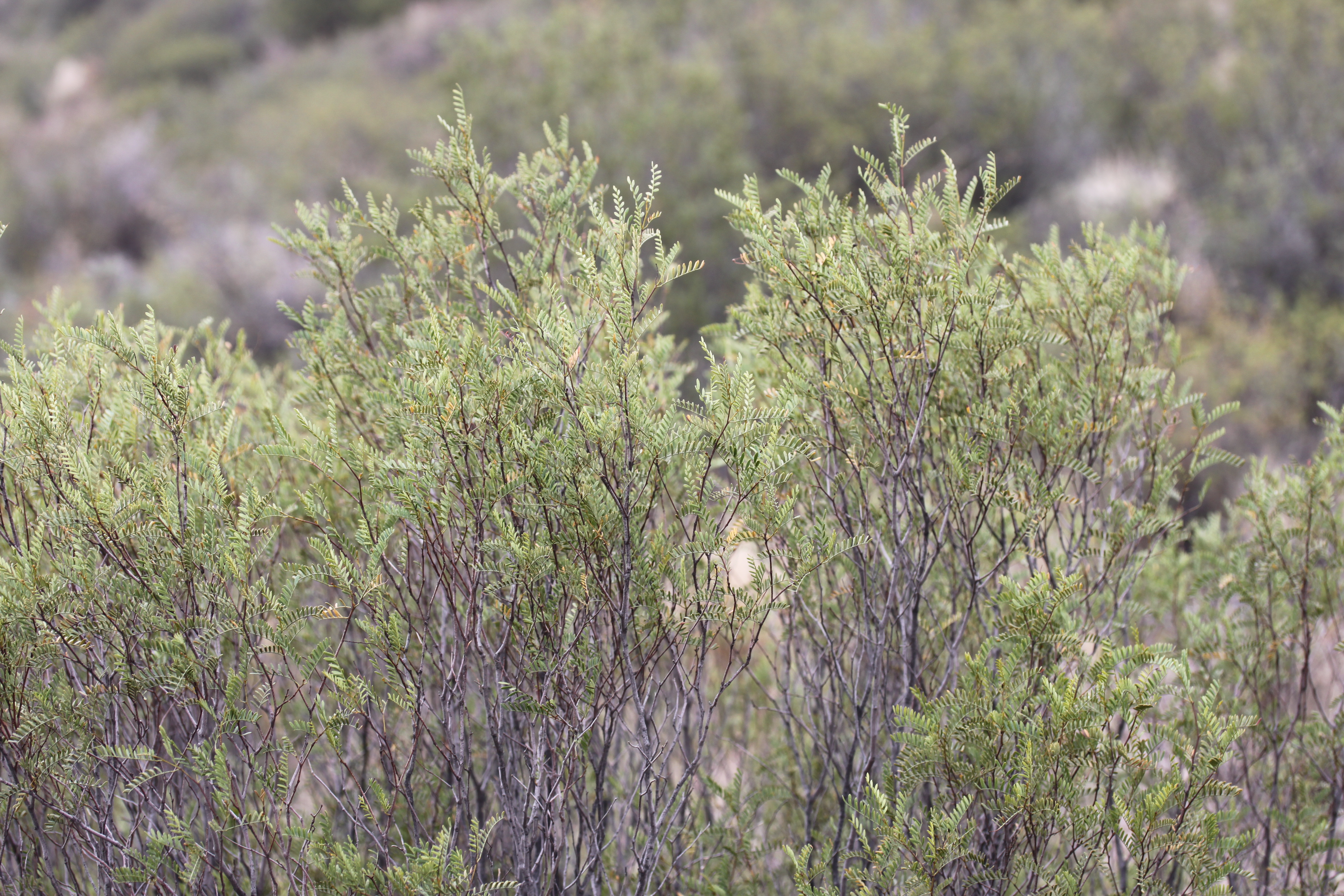
Planta Zuccagnia punctata

Zuccagnia es un género monotípico de plantas con flores de la familia Fabaceae. Su única especie, Zuccagnia punctata, es originaria de Argentina y Chile.

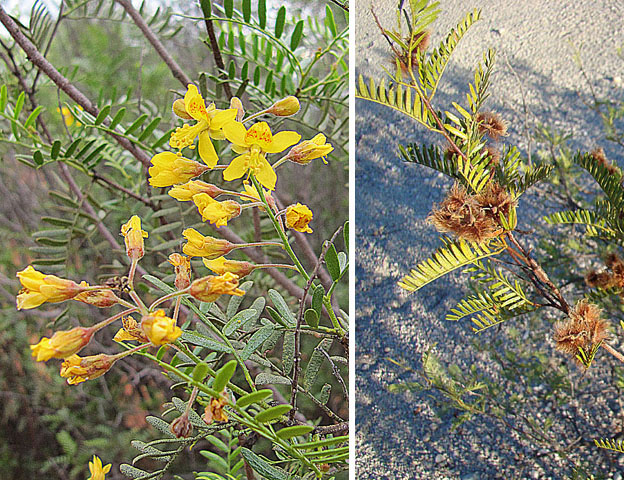
Detalles de flores y hojas

## Descripción
Las plantas alcanzan un tamaño de unos 5 metros de altura, tiene pequeños foliolos con glándulas puntiformes claramente visibles, las flores de color amarillo y que producen producir vainas coriáceas, pelirrojas dehiscentes que llevan una sola semilla cada una.

## Distribución y hábitat
Se encuentra entre los árboles, en zonas de matorrales a una altitud de hasta 2.700 metros, es nativa del centro de Argentina y Chile.

## Taxonomía
Zuccagnia punctata fue descrita por Antonio José de Cavanilles y publicado en Icones et Descriptiones Plantarum 5: 2, pl. 403. 1799.
Etimología
Zuccagnia: nombre genérico que fue otorgado en honor de Attilio Zuccagni.
punctata: epíteto latíno que significa "con puntos"